# غاري كلارك (لاعب كرة قدم أمريكية)
غاري كلارك (بالإنجليزية: Gary Clark)‏ هو لاعب كرة قدم أمريكية أمريكي، ولد في 1 مايو 1962 في رادفورد في الولايات المتحدة.

## وصلات خارجية
- غاري كلارك على موقع مرجع كرة القدم المحترفة.كوم (الإنجليزية)